# Baptism (manga)
Pour les articles homonymes, voir Baptism.
Baptism (洗礼, Senrei, litt. « Baptême ») est une série de manga japonais scénarisée et dessinée par Kazuo Umezu.
L'œuvre est prépubliée  de 1974 à 1976 dans l'hebdomadaire Shōjo Comic des éditions Shōgakukan.
La série est compilée en six volumes en 1976 par l'éditeur. Elle connaitra une réédition en quatre volumes en 1995, et une réédition en trois volumes en 2008, toujours par Shōgakukan.
En France, Baptism est publiée en quatre volumes par les éditions Glénat de 2006 à 2007, dans la collection Bunko,.
Forte de son succès, la série bénéficie d'une adaptation en prise de vues réelles. Réalisé par Kenichi Yoshihara, le film sort au Japon en février 1996 mais reste inédit en France.

## Description
L'histoire du manga commence avec Izumi Wakakusa (若草いずみ), une actrice de renom obsédée par sa beauté ; lorsqu'une horrible tache commence à lui ronger le visage, la jeune femme va consulter son médecin traitant, le professeur Murakami (村上先生), qui lui propose une solution qui n'est pas immédiatement révélée au lectorat. Wakakusa conçoit alors un enfant, une petite fille nommée Sakura, avec un inconnu puis disparaît brutalement du monde médiatique.
Izumi, qui porte maintenant le nom de famille Uehara (上原), élève seule sa très jolie petite fille, avec le professeur Murakami qui vit à l'étage de la maison, faisant de discrètes expériences sur des chiens et chats. Lorsque Sakura atteint une dizaine d'années, Izumi et Murakami exécutent leur projet : transplanter le cerveau de la mère dans le corps de la fille.
Izumi-devenue-Sakura doit alors faire face à une de ses camarades de classe, Nakajima (中島), qui trouve le nouveau comportement de Sakura suspect, cependant que Ryōko (良子), la meilleure amie de Sakura, reste quoi qu'il arrive persuadée que Sakura est bien Sakura. Izumi poursuit quant à elle un nouvel objectif ; séduire maître Tanikawa (谷川先生), l'enseignant de la classe de Sakura. Pour parvenir à ses fins, Izumi se montre très cruelle, en essayant d'éliminer (en vain) l'épouse de Tanikawa, mais aussi en éliminant les indésirables, comme Nakajima qui se fait enterrer vivante, ou un journaliste un peu trop curieux qui est poussé sur les rails au passage d'un train.
C'est alors qu'une nouvelle tache se développe sur le visage d'Izumi-devenue-Sakura, ce qui poussent Izumi et Murakami  à procéder à une nouvelle opération, cette fois sur l'épouse de Tanikawa. Mais un retournement de situation s'opère  juste avant l'opération ; il est révélé que l'opération entre Izumi et Sakura n'a jamais eu lieu, le professeur Murakami étant mort de longues années auparavant, et que toutes les horreurs ont donc été commises par Sakura persuadée d'être sa propre mère.
Lorsque Sakura réalise ceci, la tache sur son visage disparait, et elle cesse de voir Murakami, qui n'était qu'un délire qu'Izumi avait transmis à sa fille.

## Liste des volumes
| no | japonais                                        | japonais                                              | français        | français          |
| no | Date de sortie                                  | ISBN                                                  | Date de sortie  | ISBN              |
| -- | ----------------------------------------------- | ----------------------------------------------------- | --------------- | ----------------- |
| 1  | 5 février 1976 17 octobre 1995 31 décembre 2008 | 978-4-09-130111-6 978-4-09-191072-1 978-4-09-182308-3 | 11 octobre 2006 | 978-2-7234-5720-0 |
| 2  | 5 avril 1976 17 octobre 1995 4 février 2009     | 978-4-09-130112-3 978-4-09-191072-1 978-4-09-182309-0 | 3 janvier 2007  | 978-2-7234-5734-7 |
| 3  | 5 juin 1976 17 novembre 1995 27 février 2009    | 978-4-09-130113-0 978-4-09-191073-8 978-4-09-182310-6 | 21 février 2007 | 978-2-7234-5748-4 |
| 4  | 5 août 1976 17 novembre 1995                    | 978-4-09-130114-7 978-4-09-191074-5                   | 18 avril 2007   | 978-2-7234-5747-7 |
| 5  | 5 octobre 1976                                  | 978-4-09-130115-4                                     |                 |                   |
| 6  | 5 décembre 1976                                 | 978-4-09-130116-1                                     |                 |                   |

## Film en prises de vues réelles
Le film sort au Japon en février 1996. Il reste inédit en France à ce jour.

### Fiche technique
- Titre : 洗礼
- Réalisation : Kenichi Yoshihara
- Scénario : Kazuo Umezu(manga) et Kenichi Yoshihara
- Lieux de tournage : Yokohama, Kanagawa, Japon
- Production : Katsuaki Takemoto (ja)
- Société de production: VAP (entreprise)
- Compositeur : Torsten Rasch (en)
- Durée : 93 min
- pays d'origine : Japon
- langue : japonais
- Date de sortie : 
  -  Japon : février 1996

### Distribution
- Rie Imamura (ja): Sakura Uehara
- Risa Akikawa (ja): Izumi Wakakusa
- Mie Yoshida : Izumi Wakakusa (jeune)
- Ai Kobayashi (ja): Ryoko
- Chihiro Tago (ja): Masahiko Tanikawa
- Naoko Amihama (ja): Kazuyo Tanikawa
- Tatsuya Go : Doctor Edmond Meredith
- Kazuo Umezu: Homme à l'hôpital psychiatrique